# Amphinomidae
Az Amphinomidae a gyűrűsférgek (Annelida) állattörzs soksertéjűek (Polychaeta) osztályának egyik családja.
„Tűzférgeknek” is nevezik őket, mivel számos méregtartalmú sertéjüket ki tudják lőni. Ezért szabad bőrfelülethez érve bőrgyulladást okozhatnak. Ismertebb a Földközi-tengerben honos, kb. 300 mm hosszú nyilazóféreg (Hermodice carunculata).